# هدى الإتربي
هدى الإتربي (مواليد 29 أبريل 1989) هي ممثلة مصرية، تخرجت من كلية الحقوق بجامعة القاهرة وعملت في أحد البنوك لنحو ثلاث سنوات. درست التمثيل في ورش خاصة لعدة أشهر، وأول تجربة فنية لها كانت عام 2016 في فيلم قصير تم تصويره بكاميرا تليفون موبايل وشاركت بتجربتها الأولى في مسابقة مهرجان دبي للأفلام القصيرة.
بدأت مشوارها الفني في مصر من خلال فيلم «علي بابا» عام 2018. أثارت جدل كبير على مواقع التواصل الاجتماعي بعد ظهورها على السجادة الحمراء في حفل افتتاح مهرجان الجونة السينمائي أكتوبر 2020، بإطلالتها التي وُصفت بأنها أجمل إطلالة لفنانة في حفل افتتاح المهرجان.

## أهم أعمالها
خلال 4 سنوات قدمت 20 عمل (4 أفلام و16 مسلسل) كان أهمها:
- مسلسل «اللي مالوش كبير» للمخرج مصطفى فكري عام 2021 (قامت بدور هند).[9]
- مسلسل «ضل راجل» للمخرج أحمد صالح عام 2021 (قامت بدور غادة خليل).[10]
- مسلسل «الوجه الآخر» للمخرج سميح النقاش عام 2020 (قامت بدور ملك عادل).[11]
- مسلسل «خيانة عهد» للمخرج سامح عبد العزيز عام 2020 (قامت بدور هند).[12]
- مسلسل «العتاولة» للمخرج أحمد خالد موسى عام 2024 ( قامت بدور دينا).[13]

## وصلات خارجية
- هدى الإتربي على موقع IMDb (الإنجليزية)
- هدى الإتربي على موقع الدهليز
- هدى الإتربي على موقع قاعدة بيانات الأفلام العربية